# 156e régiment d'infanterie (France)
Le 156e régiment d'infanterie (156e RI) est un régiment d'infanterie de l'Armée de terre française créé sous le Premier Empire à partir de quatre cohortes du premier ban de la garde nationale.

## Création et différentes dénominations
- Première création de 1813 à 1814
- Le 156e RI va combattre farouchement, en particulier contre les Russes à Bautzen (Silésie).
- 1814 dissolution du régiment
- 1887 reformation du 156e régiment régional, à Toul
- 1914 régiment rattaché au 20e Corps (IIe Armée), il met sur pied son régiment de réserve, le 356e régiment d'infanterie
- 1919 le 156e régiment d'infanterie est rassemblé dans les casernements de Metz et de Toul
- 1930 dissolution Le 156e régiment d'infanterie, ses traditions étant conservées par le 146e RI
- 1939 réactivation du 156e régiment d'infanterie de Forteresse ligne Maginot
- 20 juin 1940 à Moyen et Vallois reddition du régiment.
- 1960 Création du 156e régiment d'infanterie à partir du bataillon de Corée en Algérie. Le régiment porte la double appellation 156e RI - régiment de Corée
- 1962 Dissolution au camp de Sissonne

## Chefs de corps
- 1813 : colonel Oudot
- 1814 : major Pérathon
- 1887-(…) : colonel Zieger
- 1902-1906 : colonel M. A. Wurtz
- 1911 : colonel Barbade*
- 1913-1914 : colonel Marius Andréa Guillemot
- 1914-1916 : lieutenant-colonel De Coutard
- 1916-1917 : lieutenant-colonel Braconnier
- 1917 : lieutenant-colonel Hellé
- 1917-1918 : lieutenant-colonel Tournès
- 1917-1918 : lieutenant-colonel Guitry
- 1918-1919 : colonel Chanson
- 1919-(…) : colonel Piazza
- 1929-1930 : colonel Sonnerat
- 1939-1940 : lieutenant-colonel Milon
- 1960 : lieutenant-colonel De la Casinière
- 1961 : colonel Rollin

(*) Officier qui devint par la suite général de brigade.

## Historique des garnisons, combats et batailles du156eRI de ligne

### RévolutionetEmpire
Levée le 12 janvier 1813 à partir des 26e, 27e, 82e et 83e cohortes du Premier Ban;
- 1813 : Campagne d'Allemagne:

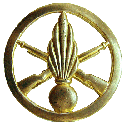
insigne de béret d'infanterie

  - 21 mai 1813: Bataille de Würschen – 1 blessé;
  - 5 septembre 1813: Campagne de Zahna – 1 tué;
  - 6 septembre 1813: Bataille de Juterbogk (11/3/16);
  - 16-19 octobre 1813: Bataille de Leipzig;
  - 21 octobre  1813: Campagne de Kosen  - 1 blessé;
  - 30 octobre 1813: Bataille de Haynau – 1 millier de blessés.

Une partie du Régiment était à la défaite de Mayence. Un nouvel Aigle fut reçu au dépôt français  de Magdeburg le 3 mai 1813 pour être présenté au régiment.
- 30 mars 1814: Bataille de Paris  - Colonel Oudot est tué. Il était détaché en tant que commandant de brigade dans la 1re division de Réserve, le régiment en lui-même n’était pas engagé.
- Démantelé par décret du 12 mai 1814.

### De 1871 à 1914
Le 156e RI, est formé le 1er octobre 1887 à 3 bataillons provenant des 101e régiment d'infanterie, 125e régiment d'infanterie et 135e régiment d'infanterie à Toul.

### Première Guerre mondiale
En 1914 ; Casernement : Toul ; 78e Brigade d'Infanterie ; 39e division d'infanterie ; 20e corps d'armée

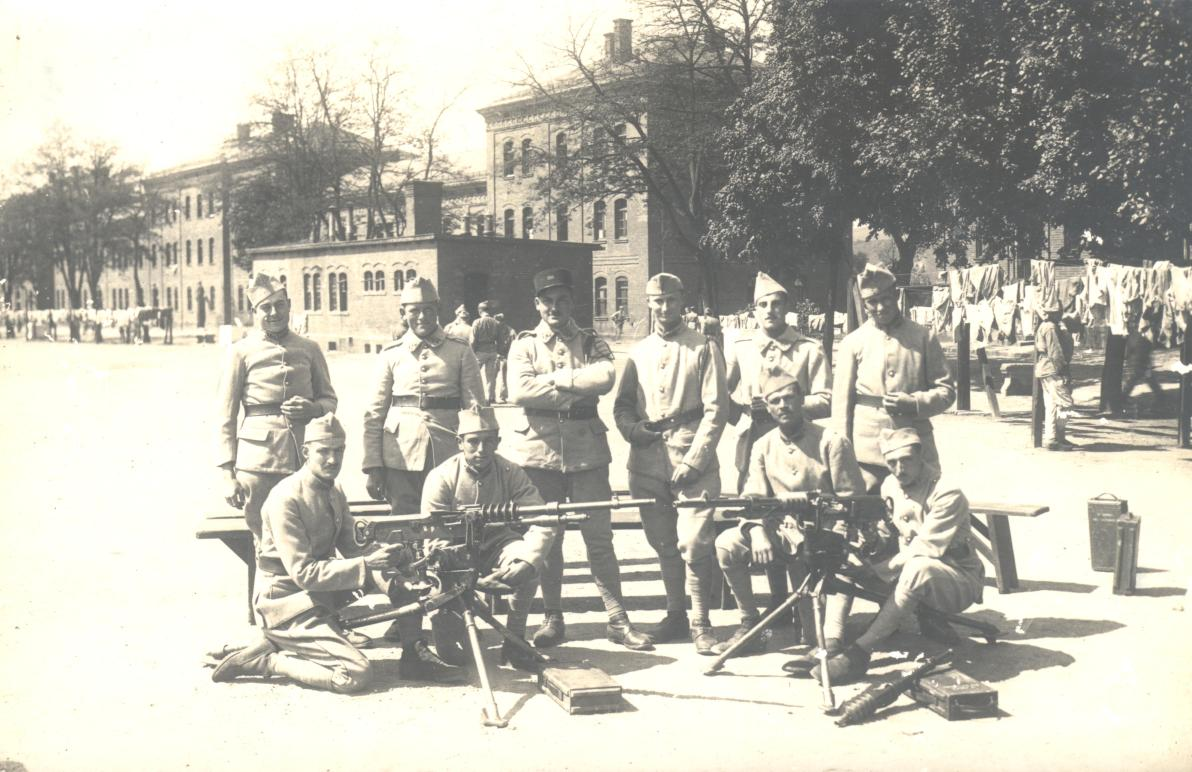
un groupe de mitrailleurs du RI

Rattaché à la 39e division d'infanterie d'août 1914 à novembre 1918

#### 1914
- 31 juillet à minuit 55 : le 20ème CA mobilise[1]
- 1 août : le régiment arrive à Saulxures-devant-Nancy
- 3 août : le deuxième échelon rejoint à Saulxures-devant-Nancy
- 20-23 août : bataille de Morhange
- 25 août : Drouville (est de Nancy)
- Course à la mer :
  - Fouquescourt
  - Albert
  - Arvillers
  - 3 octobre : Souastre
  - 4-5 octobre : combats à Hébuterne
  - 28-29 octobre : combats de Monchy-au-Bois
- fin octobre : bataille des Flandres en Belgique : Boezingue, Langemark, Bikschote

#### 1915
- Offensive d'Artois :
  - La Targette
  - Neuville-Saint-Vaast
  - mai-juin : Vimy
- 25 septembre-6 octobre : seconde bataille de Champagne
  - 25 septembre: Beauséjour

#### 1916
- Verdun
  - Côte du Poivre
  - février : Carrières d'Haudremont
  - avril : Cote 304
- Bataille de la Somme :
  - septembre : Maurepas

#### 1917
- Chemin des Dames :
  - Braye-en-Laonnois
  - 16 avril : les Vauxmaisons

#### 1918
- Flandres :
  - avril : Le Kemmel
- 27 mai 1918 : Seconde bataille de la Marne. Le 28 mai 1918, le 1er bataillon du 156e régiment d'infanterie combat à Brenelle contre les troupes allemandes du 10e Corps d'Armée. Submergé par le nombre et le manque de munitions, le bataillon se replie, vers 7 h du matin après une chaude résistance, vers Ciry-Salsogne et le moulin de Quincampoix.
- 18-28 juillet : bataille de l'Aisne

Le 19 novembre 1918 dans l'après-midi, le 156e RI défile dans Metz pavoisée, à la suite du 146e RI (régiment frère). Les régiments sont précédés par le maréchal Pétain, les généraux Fayolle, Bruat, Féraud et Pougin (chef de la 39e division d'infanterie), escortés par des cavaliers du 5e régiment de hussards et des Chasseurs d'Afrique. Ils défilent alors de Montigny à l'Esplanade devant la statue du maréchal Ney, sous l'acclamation de la foule.

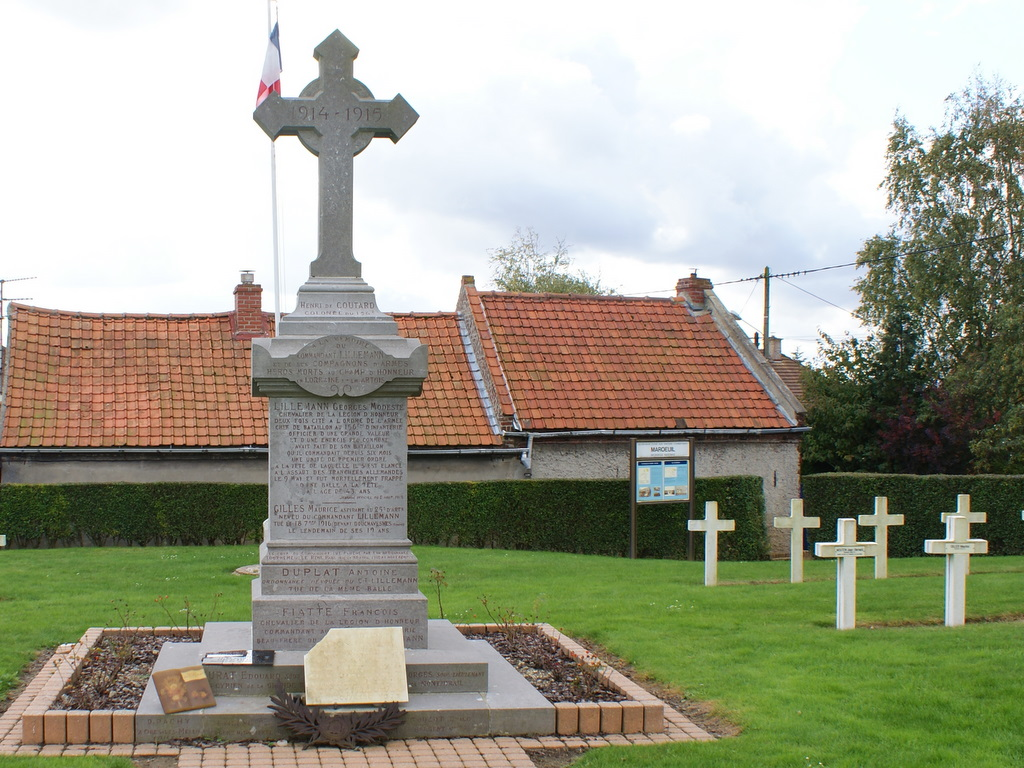

Un monument dédié aux morts de 1914 à 1918 des 156e et 160e RI se trouve dans la nécropole de Marœuil. Ce monument est principalement en hommage au commandant Georges LILLEMAN, chef de bataillon au 156e RI.

### Entre-deux-guerres
- 1919 Le 156e RI est rassemblé dans les casernements de Metz et de Toul.
- 1922 Le régiment participe au maintien de l'ordre en Sarre, après l'occupation de la Ruhr par la France. Il stationne très longuement dans la ville allemande de Coblence.
- 1930 Dissolution du régiment, dont les traditions sont conservées par le 146e RI.

### Seconde Guerre mondiale-campagne de 1939-40

#### 1939
- le 22 août 1939 : la mobilisation des troupes de couverture (ligne Maginot) permet de recréer le régiment en tant que 156e régiment d'infanterie de forteresse (à partir du 2e bataillon du 146e RIF du temps de paix). Le chef de corps est le lieutenant-colonel Milon. Les régiments d'infanterie désignés pour armer la ligne Maginot prirent l'appellation de régiments d'infanterie de forteresse.

- le régiment prend en charge le sous-secteur de Steinbesch, à Zimming (57), et appartient au secteur fortifié de Faulquemont (région fortifiée de Metz).
- En septembre 1939, le 3e bataillon du 156e RIF entre dans la composition d'un régiment de marche (aux côtés de bataillons des 146e RIF et 160e RIF) et participe à l'offensive française en Sarre aux côtés des divisions d'infanterie classiques. L'attaque dans les bois de la Warndt (combat de Ludweiller, le 9 septembre 1939) est finalement stoppée à la suite de la capitulation de l'allié polonais. Le régiment de marche est dissous peu après.

- Composition du 156e RIF pendant la campagne :
  - 3 bataillons d'infanterie :
    - 1er bataillon à Laudrefang
    - 2e bataillon à Zimming
    - 3e bataillon à Bambiderstroff

  - état-major du régiment et services à Haute-Vigneulles (57)
  - groupe franc (en opérations sur les avants de la ligne de résistance)
  - quatre petits ouvrages d'infanterie de la ligne Maginot :
    - Ouvrage du Kerfent (A 34)
    - Ouvrage du Bambesch (A 35)
    - Ouvrage de l'Einseling (A 36)
    - Ouvrage de Laudrefang (A 37)

#### 1940
- le 10 mai 1940 : offensive allemande en Belgique et dans les Ardennes. La ligne Maginot est tournée.
- le 14 juin 1940 : un ordre de repli est donné aux régiments d'infanterie de forteresse qui doivent se retirer vers les Vosges, ne laissant sur place que les ouvrages (soit environ 500 hommes) pour couvrir le repli.
- bataille sur le canal de la Marne au Rhin, bataille à Vathiménil. De nombreux éléments du 156e RIF (privés de communications et de moyens de déplacement) sont isolés et réduits par l'ennemi.
- le 20 juin 1940 à Moyen et à Vallois (88): reddition du régiment.
- en Moselle, les ouvrages du 156e RIF, commandés par le chef de bataillon Denoix sont encerclés et attaqués au même moment par la 167. Infanterie Division allemande :
  - Ouvrage du Bambesch : capturé le 20 juin 1940
  - Ouvrage du Kerfent : capturé le 21 juin après une grosse opération allemande (le colonel allemand qui menait l'attaque décèdera de ses blessures : oberst Von Lichtenstern +)
  - Ouvrage de l'Einseling : résiste jusqu'à l'armistice du 25 juin 1940
  - Ouvrage de Laudrefang : résiste jusqu'à l'armistice en protégeant efficacement ses collatéraux grâce à ses mortiers de 81 mm…
- Les équipages invaincus ne sortent des ouvrages que le 2 juillet 1940, sur ordre d'un émissaire envoyé par le gouvernement français.
- L'ensemble du 156e RIF part en captivité…

### De 1945 à nos jours - l'histoire dubataillon de Coréeet du156eRI
- La guerre de Corée de (1950 - 1953) :
  - Sous mandat de l'ONU, un bataillon français sera constitué et envoyé en Corée (l'unité est intégrée à la 2d US Infantry Division)
  - Ce bataillon de Corée se couvrira de gloire contre les forces de la Corée du Nord et de la Chine.
- La guerre d'Indochine de (1950 - 1953)
  - L'unité est dirigée vers l'Indochine française et grossie au rang d’un régiment à deux bataillons nommé régiment de Corée commandé par le lieutenant-colonel Monclar.
  - Il laissera, pour toujours endormis dans la gloire, 269 tués au combat (dont 18 Coréens) et aura eu 7 disparus, 12 prisonniers, 1 350 blessés.
  - Un monument lui est dédié au camp d’Auvours près de la salle d’honneur du 2e régiment d'infanterie de marine.

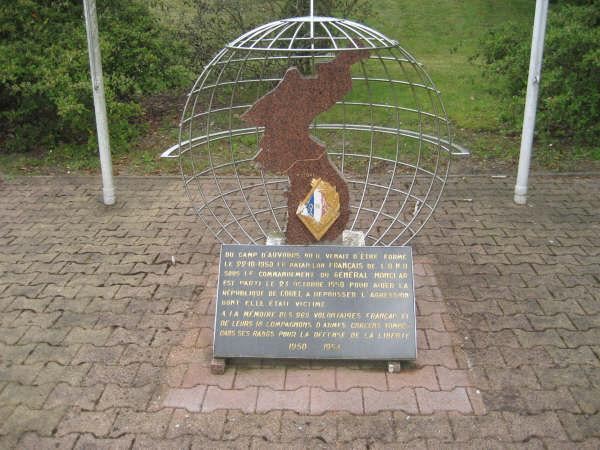
Insigne et plaque commémorative du bataillon de Corée 1950-1953, bataillon Français de L'ONU.
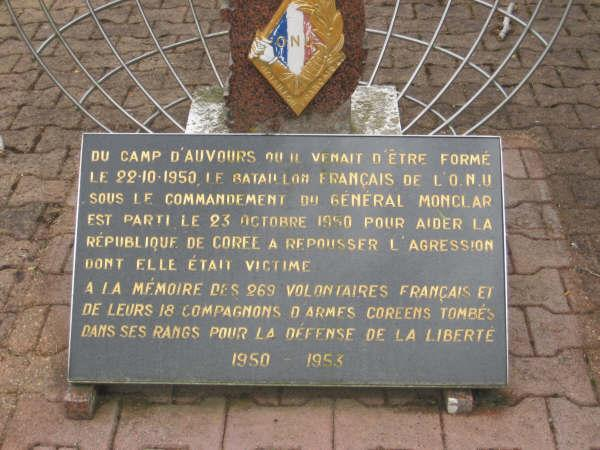
Plaque commémorative du bataillon de Corée 1950-1953, bataillon français de l'ONU.
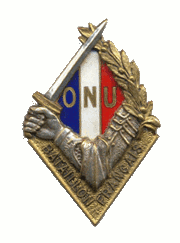
Bataillon de Corée 156e RI.

- - Le bataillon (puis régiment) de Corée a obtenu :
    - 4 citations à l'ordre de l'Armée française
    - 3 citations présidentielles américaines
    - 2 citations présidentielles de la République de Corée
    - 1 898 citations individuelles au titre de la croix de guerre TOE.

- La guerre d'Algérie de (1954 - 1962) :
  - Après son retour d'Indochine, réduit au rang de bataillon mais conservant son nom prestigieux, le bataillon de Corée sera engagé en Algérie où il sera employé en tant que force d'intervention au profit du secteur de Constantine.
  - En 1960 le bataillon est intégré dans la reconstitution du nouveau 156e RI.
  - Le régiment prend la double appellation de 156e RI - Régiment de Corée et leurs traditions militaires sont partiellement fusionnées : en effet, l'inscription Corée et les décorations gagnées par le Bataillon de Corée sont transférées au... 7e Régiment d'infanterie de Marine ! En revanche, la fourragère des TOE obtenue par le bataillon de Corée est intégrée aux décorations du 156e RI. L'inscription AFN est portée sur le drapeau du 156e RI puisque l'unité était déjà fusionnée lorsqu'elle a été gagnée.
  - Le 156e RI - Régiment de Corée est rapatrié en 1962 ; il est dissous en novembre 1962 au camp de Sissonne (Aisne).

## Drapeau
Il porte, cousues en lettres d'or dans ses plis, les inscriptions suivantes, :
- Bautzen 1813
- L'Yser 1914
- Artois 1915
- Verdun 1916
- Flandres 1918
- La Marne 1918
- AFN 1952-1962

L'inscription "« Corée »" figure sur le drapeau du 7e régiment d'infanterie de marine, héritière des décorations du bataillon de Corée gagnées avant son intégration au sein du 156e RI.

## Décorations
Sa cravate est décorée de la croix de Guerre 1914-1918 (4 palmes).
La fourragère aux couleurs du ruban de la Médaille militaire a été obtenue le 10 septembre 1918.
La fourragère aux couleurs du ruban de la Médaille militaire avec olive aux couleurs de la croix de guerre des Théâtres d'opérations extérieurs a été obtenue le 10 novembre 1955 par le bataillon de Corée.

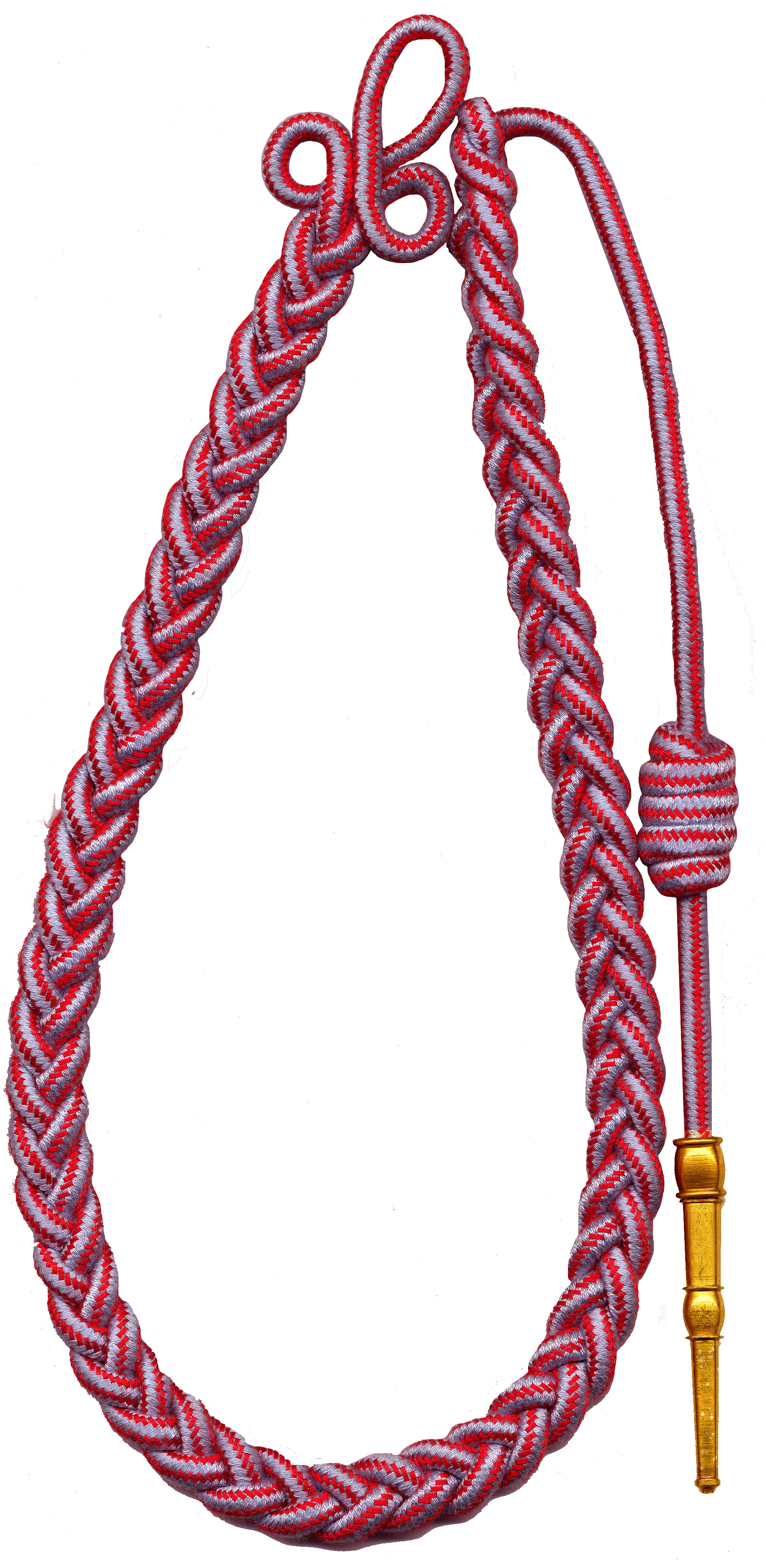
Fourragère aux couleurs de la croix de guerre des TOE
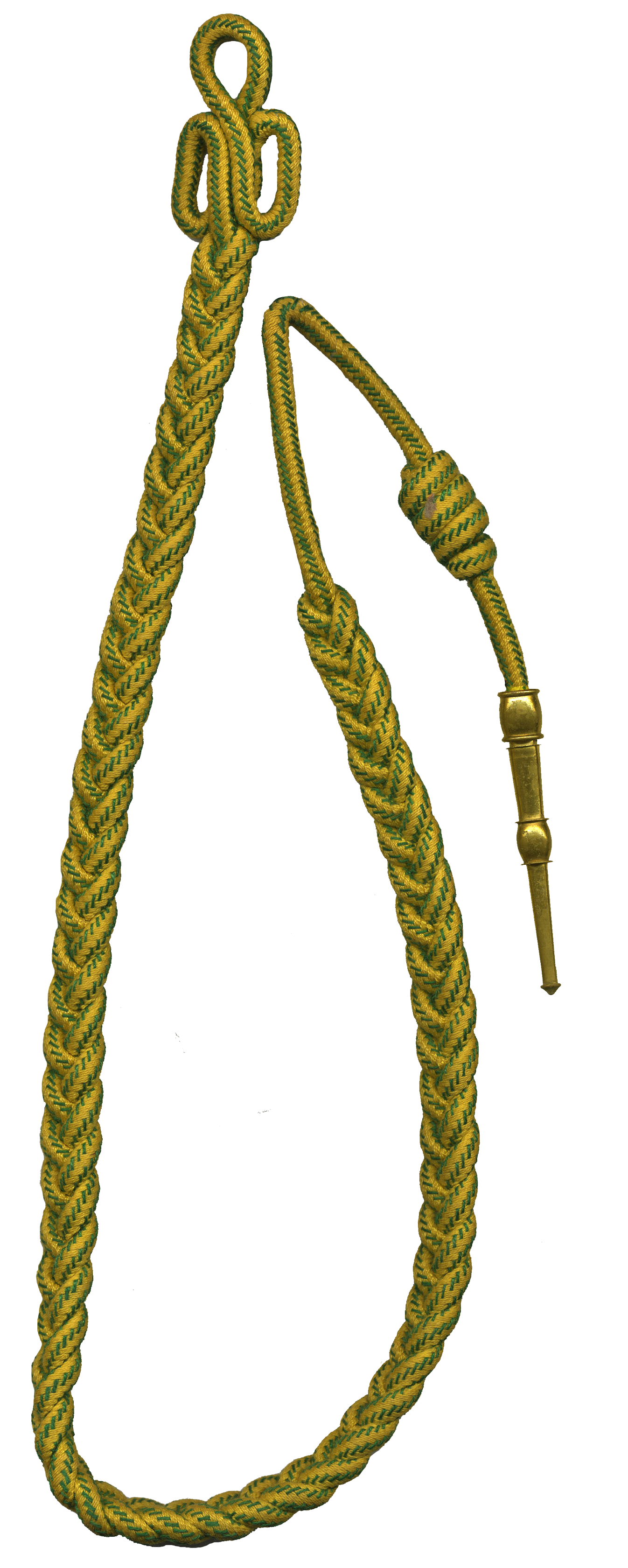
Fourragère aux couleurs de la médaille militaire

## Sources et bibliographie
- Archives militaires du Château de Vincennes.
- À partir du Recueil d'Historiques de l'Infanterie Française (Général Andolenko - Eurimprim 1969).
- Émile Simond : Historique des nouveaux régiments créés par la loi du 25 juillet 1887